# Melesses
Els melesses eren un petit poble d'Hispània que menciona Titus Livi, i diu que en el seu territori hi havia la ciutat d'Oringis o Aurinx. A Oringis hi va acampar Àsdrubal abans d'enfrontar-se a Publi Corneli Escipió Africà Major l'any 207 aC. Titus Livi diu també que els melesses treballaven les mines de plata que hi havia vora la ciutat, que eren molt riques.